# El Azúcar (södra Xicoténcatl)
El Azúcar är en ort i Mexiko.   Den ligger i kommunen Xicoténcatl och delstaten Tamaulipas, i den centrala delen av landet, 400 km norr om huvudstaden Mexico City. El Azúcar ligger 84 meter över havet och antalet invånare är 154.
Terrängen runt El Azúcar är mycket platt. Runt El Azúcar är det ganska glesbefolkat, med 22 invånare per kvadratkilometer. Närmaste större samhälle är Xicoténcatl, 8,1 km norr om El Azúcar. Trakten runt El Azúcar består till största delen av jordbruksmark.